# 安丙墓
安丙墓位於四川省華鎣市雙河街道，文物遺址年代判定為宋。1996年9月16日公佈為四川省第四批省級文物保護單位。2001年6月25日列為第五批全國重點文物保護單位。

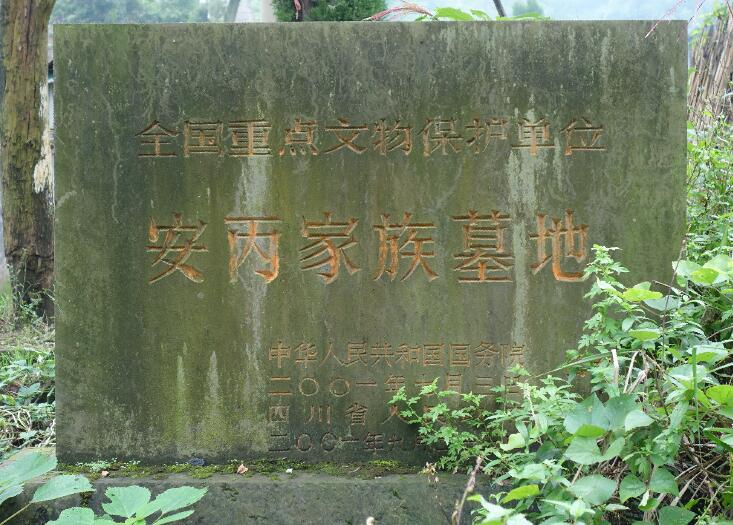
第五批全国重点文物保护单位
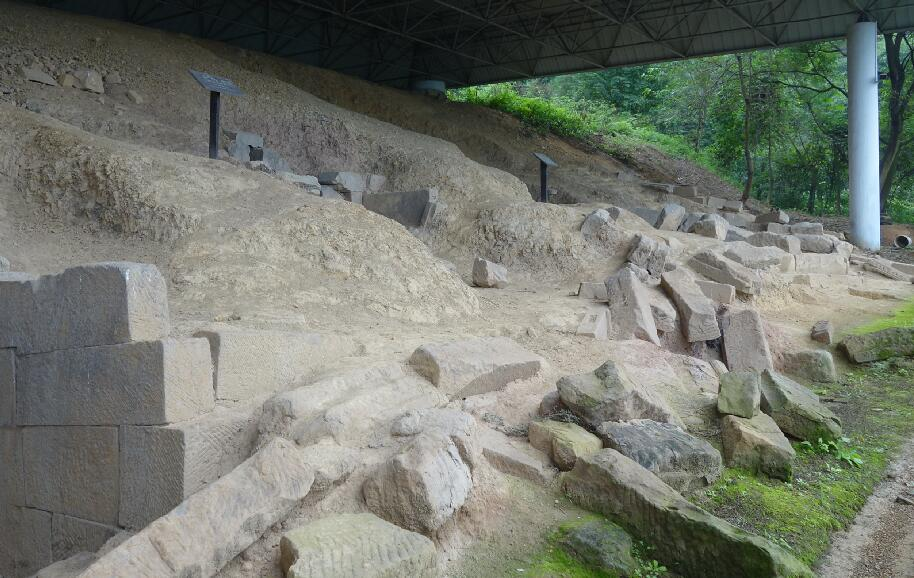
墓地近景
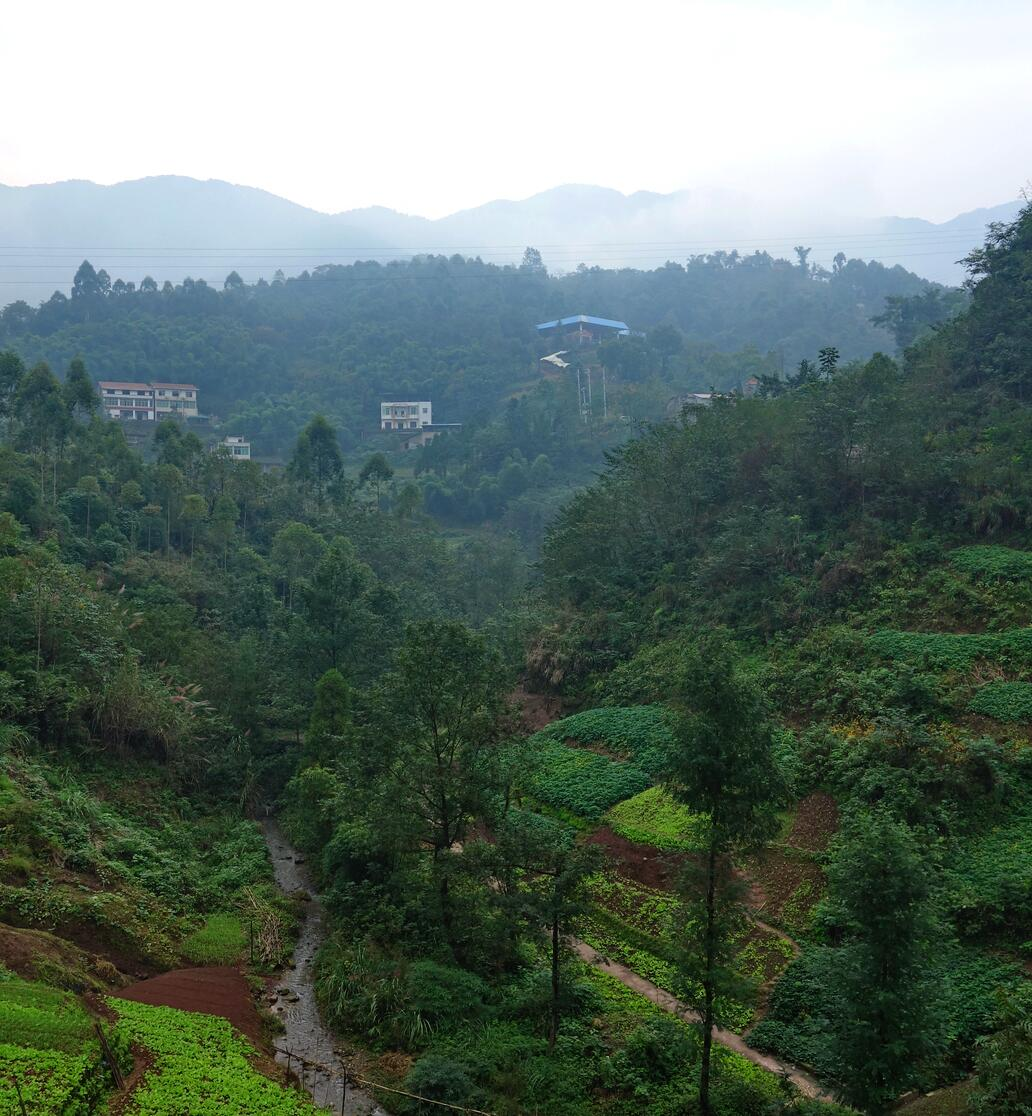
墓地远景（蓝色大棚处为安丙家族墓地）